# Kōji Tanaka
Kōji Tanaka (jap. 田中 孝司, Tanaka Kōji; * 2. November 1955 in Urawa (heute: Saitama)) ist ein ehemaliger japanischer Fußballspieler und -trainer.

## Nationalmannschaft
1982 debütierte Tanaka für die japanische Fußballnationalmannschaft. Tanaka bestritt 20 Länderspiele und erzielte dabei drei Tore.